# USS Tang (SS-306)
Pour les autres navires du même nom, voir USS Tang.
L'USS  Tang (ou  SS-306  dans  la  nomenclature américaine) est un sous-marin de l'United States Navy de la Seconde Guerre mondiale. Bien qu'ayant eu une courte vie opérationnelle (15 mois), il est le quatrième sous-marin américain par son nombre de victoires, avec 24 navires japonais coulés pour un total de 93 000 tonnes.

## Histoire
Il sombre le 24 octobre 1944, victime d'une de ses propres torpilles, une torpille Mark 18 (en) défectueuse. Son commandant, le lieutenant O'Kane (en), survit au naufrage et à la guerre. Il reçoit la Medal of Honor () en présence du président Truman en 1946.

## Navires coulés
| Navires coulés par l'USS Tang |                 |          |          |
| Date                          | Navire          | Pavillon | Tonnage  |
| 17 février 1944               | Gyoten Maru     | Japonais | 6 854 t  |
| 22 février 1944               | Fukuyama Maru   | Japonais | 3 581 t  |
| 22 février 1944               | Yamashimo Maru  | Japonais | 6 776 t  |
| 24 février 1944               | Azama Maru      | Japonais | 2 424 t  |
| 25 février 1944               |                 | Japonais | 12 000 t |
| 24 juin 1944                  | Tamahoko Maru   | Japonais | 6 780 t  |
| 24 juin 1944                  | Tainan Maru     | Japonais | 3 175 t  |
| 30 juin 1944                  | Nikkin Maru     | Japonais | 5 705 t  |
| 30 juin 1944                  | Taiun Maru II   | Japonais |          |
| 30 juin 1944                  | Takatori Maru I | Japonais | 878 t    |
| 3 juillet 1944                | Asukazan Maru   | Japonais | 6 886 t  |
| 3 juillet 1944                | Asukazan Maru   | Japonais | 6 886 t  |
| 3 juillet 1944                | Yamaoka Maru    | Japonais | 6 932 t  |
| 3 juillet 1944                | Dori Maru       | Japonais | 1 469 t  |
| 11 août 1944                  |                 | Japonais | 3 328 t  |
| 21 août 1944                  |                 | Japonais |          |
| 23 août 1944                  | Tsukushi Maru   | Japonais | 8 135 t  |
| 25 août 1944                  |                 | Japonais | 5 000 t  |
| 11 octobre 1944               | Joshu Go        | Japonais | 1 658 t  |
| 12 octobre 1944               | Oita Maru       | Japonais | 711 t    |
| 23 octobre 1944               | Toun Maru       | Japonais | 1 915 t  |
| 23 octobre 1944               | Watakabe Maru   | Japonais | 1 920 t  |
| 23 octobre 1944               | Tatsuju Maru    | Japonais | 1 944 t  |
| 23 octobre 1944               | Matsumoto Maru  | Japonais | 7 024 t  |